# Francisco Tárrega
Francisco Tárrega (21. listopadu 1852 Villarreal – 15. prosince 1909 Barcelona) byl španělský virtuos, skladatel, pedagog a jeden z nejvýznamnějších kytaristů své doby. Francisco Tárrega se bezesporu stal klíčovou osobností moderní kytarové historie vůbec. Zásadní reformou techniky hry – od držení nástroje, polohy pravé ruky umožňující nové formy úderu a zvukového odstínění, po neobyčejné, důmyslné a funkční prstoklady, využívající rovnoměrně celého hmatníku, stejně jako osobním vkladem skladatelským a aranžérským otevřel novou epochu kytarou okouzlených generací 19. a 20. století.

## Život
Ačkoliv vedle hudební teorie studoval Tárrega na madridské konzervatoři hru na klavír, jeho celoživotní láskou i údělem se stala kytara. Mimořádné nadání ho předurčovalo k mezinárodnímu věhlasu, ale on na podobnou kariéru rezignoval. Byl člověkem až chorobně plachým a uzavřeným, který se cítil nejlépe v úzkém kruhu svých žáků a přátel, pro které hrál ve skromném soukromí domova. S výjimkou Paříže a Říma také veřejně koncertoval jen v Barceloně a dalších místech Španělska. Se svou rodinou žil v neustálé nouzi, často odkázán na finanční pomoc bratra Vincenta a barcelonského kroužku ctitelů „Audiciones Tárrega“. Jeho těžké lidské osudy navíc ztrpčovala vleklá oční choroba – není tedy divu, že v posledních letech života byl kritizován pro „melancholický“ repertoár svých koncertů.

## Dílo
Žákům věnoval neobyčejnou péči – psal pro ně individuální cvičení, skladby i úpravy. Plodnost Tárregova pedagogického zaujetí osvědčují jména jako M. Llobet, E. Pujol, D. Fortea, P.Roch, J.Robledo, R. Rodés aj., patřící ke špičkovým osobnostem světového kytarového umu počátku 20. století.
Tárregův skladatelský rukopis charakterizuje romantická senzitivnost, ozvláštňující lyrikou, zpěvnou melodikou, překvapivě bohatou harmonizací, těžící mistrně z nově odkrytých nástrojových dispozic. Bohatá, vynalézavá invence činí z Tárregy mistra drobnokresby, který i z krátkých preludií,(např. Una Lagrima), capricha (Alborada) či stylizovaných tancůl (Pavana, Adelita, Marieta) vykouzlí skutečné perly kytarové literatury. Tam, kde se jeho skladby nechávají inspirovat bohatou a svéráznou španělskou lidovou tradicí, jiskří ekvilibristickou brilancí cikánského flamenca, podmanivým rytmem a neobyčejnými zvukovými efekty. To platí jak o Caprichu árabe, evokujícím maurský kolorit s vůní Orientu (dle svědectví P. Rocha bylo kdysi hráváno i vojenskými orchestry), tak zejména o strhující Gran jotě. Ta patřila k několika málo skladbám, které získávaly v poválečném Československu nadšené zájemce o kytarovou hru a podílela se tak na vzniku nové, dnes již slavné kapitoly české kytarové historie. Důležitou roli při návratu kytary na koncertní pódia přelomu 19. a 20. století sehrály úpravy skladeb velkých autorů minulosti i Tárregových současníků. Emancipovaly kytaru jako suverénní, rovnocenný nástroj a současně doplňovaly její, v té době nevelký koncertní repertoár. I zde osvědčil Tárrega mimořádný cit při výběru i přizpůsobování skladeb svému nástroji – většinu jeho transkripcí si ale časem po nepodstatných úpravách prstokladů apod. přisvojili pozdější kytaristé zvučných jmen. Protože navíc byla drtivá většina Tárregova díla publikována až po jeho smrti z nejrůznějších opisů, nese většina vedených úprav nepřesné či přímo zavádějící pojmenování.
Francisco Tárrega má nepochybně nezastupitelné místo v kytarové historii a nelze ho chápat „pouze“ jako autora Lagrimy a Recuerdos de la Alhambra.
V dnešní době jeho tvorbu proslavila nejvíce společnost Nokia, když umísťuje do mobilních telefonů část skladby Gran Vals, označovaný jako Nokia Tune.